# Guancheng
Der Stadtbezirk Guancheng der Hui (管城回族区,  Guǎnchéng Huízú qū) ist ein ethnischer Stadtbezirk der Hui im Verwaltungsgebiet der bezirksfreien Stadt Zhengzhou, Provinz Henan, Volksrepublik China. Er hat eine Fläche von 196,5 km² und zählt 835.700 Einwohner (Stand: Ende 2018).